# Cephalorhyncha liticola
Cephalorhyncha liticola is een soort in de taxonomische indeling van de stekelwormen.
De diersoort behoort tot het geslacht Cephalorhyncha en behoort tot de familie Echinoderidae. De wetenschappelijke naam van de soort werd voor het eerst geldig gepubliceerd in 2008 door Sörensen.